# Entente Sannois Saint-Gratien
Entente Sannois Saint-Gratien is een Franse voetbalclub uit Saint-Gratien, in de noordwestelijke banlieue van Parijs.
De club werd in 1989 opgericht na een fusie tussen Omnia Sports Saint-Gratien en AS Saint-Gratien. De club promoveerde verschillende jaren op rij tot de Championnat National (derde klasse). De club verzeilde in financiële problemen en werd uit de competitie gezet en degradeerde nog verder. In 2013 promoveerde de club naar de CFA. In 2017 promoveerde de club opnieuw en kon het nu vijf seizoenen volhouden.

## Erelijst
- Championnat de France (amateur)

Winnaar: 2017 (Groep B)

## Bekende (ex-)spelers
- Djamal Mahamat